# Sumberingin Kulon
Sumberingin Kulon is een bestuurslaag in het regentschap Tulungagung van de provincie Oost-Java, Indonesië. Sumberingin Kulon telt 2230 inwoners (volkstelling 2010).